# RMS Britannia
O RMS Britannia foi um navio da Cunard Line lançado em 1840.

## História
O navio e seus irmãos RMS Acadia, RMS Caledonia, e RMS Columbia, foram os primeiros transatlânticos construídos pela companhia. O Britannia era um navio pequeno com 230 pés de comprimento, e era relativamente rápido, 8,5 nós. As máquinas dele tinham uma potência de cerca de 430 cavalos, e o seu peso total correspondia a 1.154 toneladas. Ele era capaz de levar 115 passageiros. Na sua viagem inicial, seguiu a rota: Halifax - Liverpool, fazendo-a em 12 dias e 10 horas.